# Assigné à résidence (film)
Pour les articles homonymes, voir Assigné à résidence (homonymie).
Pour plus de détails, voir Fiche technique et Distribution.
Assigné à résidence est un téléfilm documentaire réalisé par Jean-Jacques Beineix. Ce documentaire a été diffusé  le 14 mars 1997 sur France 2.

## Synopsis
Jean-Dominique Bauby, rédacteur en chef du magazine ELLE, a subi une attaque cérébrale le 8 décembre 1995. Après un long coma, il reprend conscience, mais il est atteint du syndrome d'enfermement. Cette atteinte le prive de toutes ses capacités physiques, sauf le clignement de la paupière gauche. À l'aide de l'éditrice Claude Mendibil, Jean-Dominique Bauby achève son livre Le Scaphandre et le Papillon par ce seul moyen de communication qui lui reste. 

## Fiche technique
- Titre : Assigné à résidence
- Réalisation :  Jean-Jacques Beineix
- Musique : Reinhardt Wagner
- Photographie : Jean-François Robin
- Montage : Catherine Eyrolle Peix
- Son :  Thierry Carreau
- Mixage : Alain Chassang, Stéphane Pezant
- Production : Cargo Films et France 2
- Genre : documentaire
- Durée : 27 minutes
- Date de diffusion : 14 mars 1997 sur France 2

## Distribution
- Jean-Dominique Bauby : lui-même